# Mięguszowiecki Szczyt Czarny

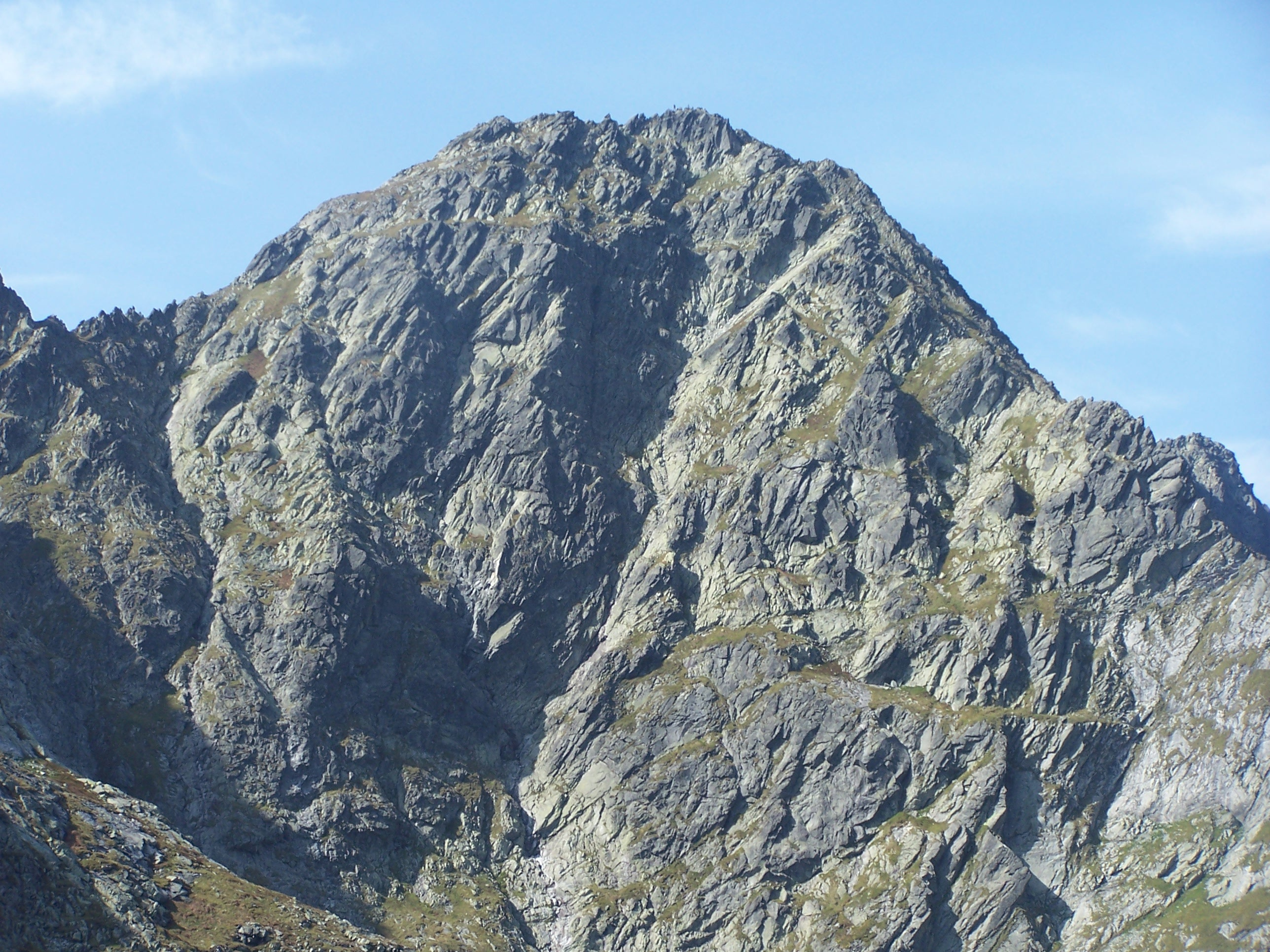
Wschodnia ściana

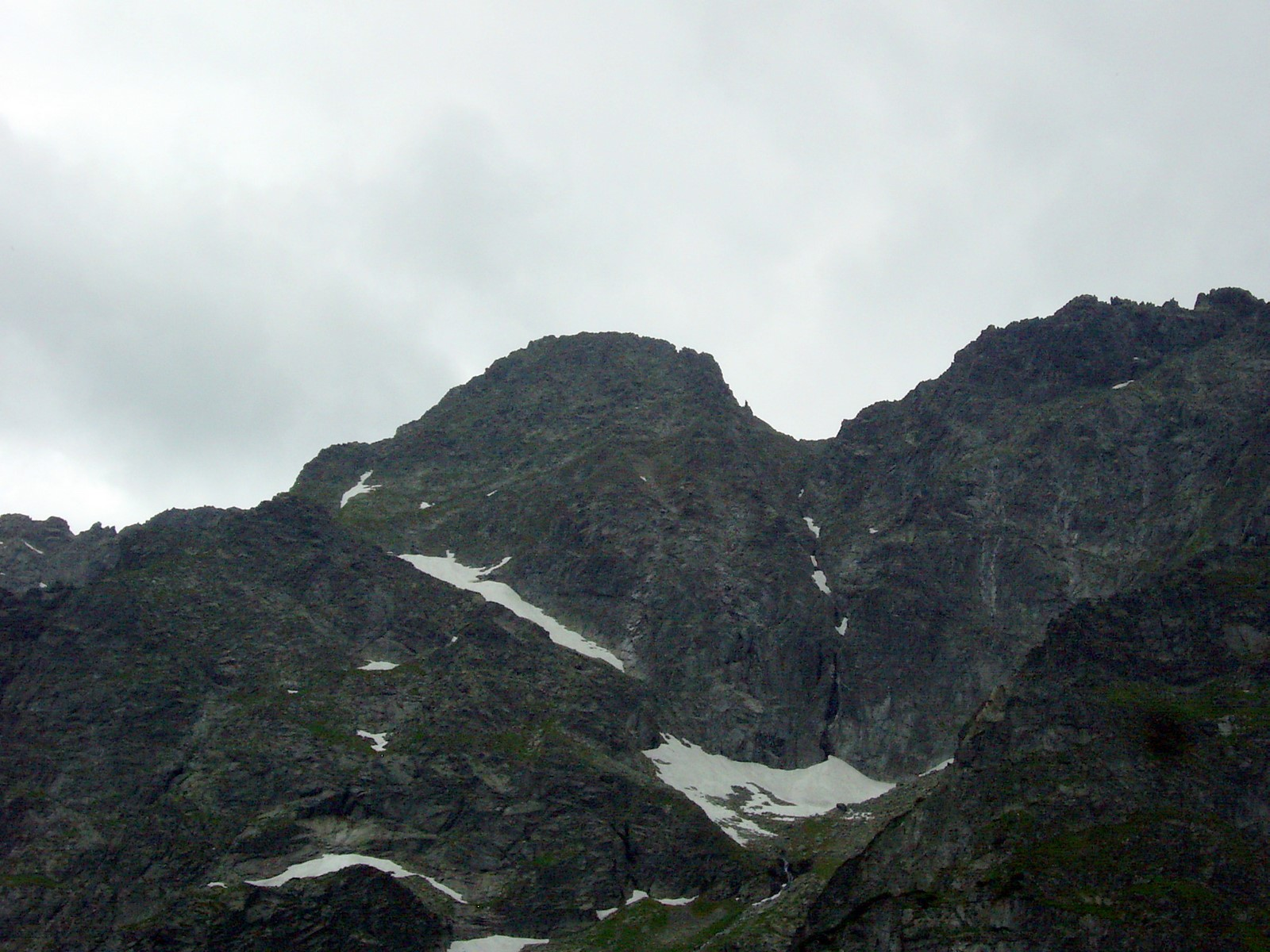
Mięguszowiecki Czarny, Pośredni i Przełęcz pod Chłopkiem

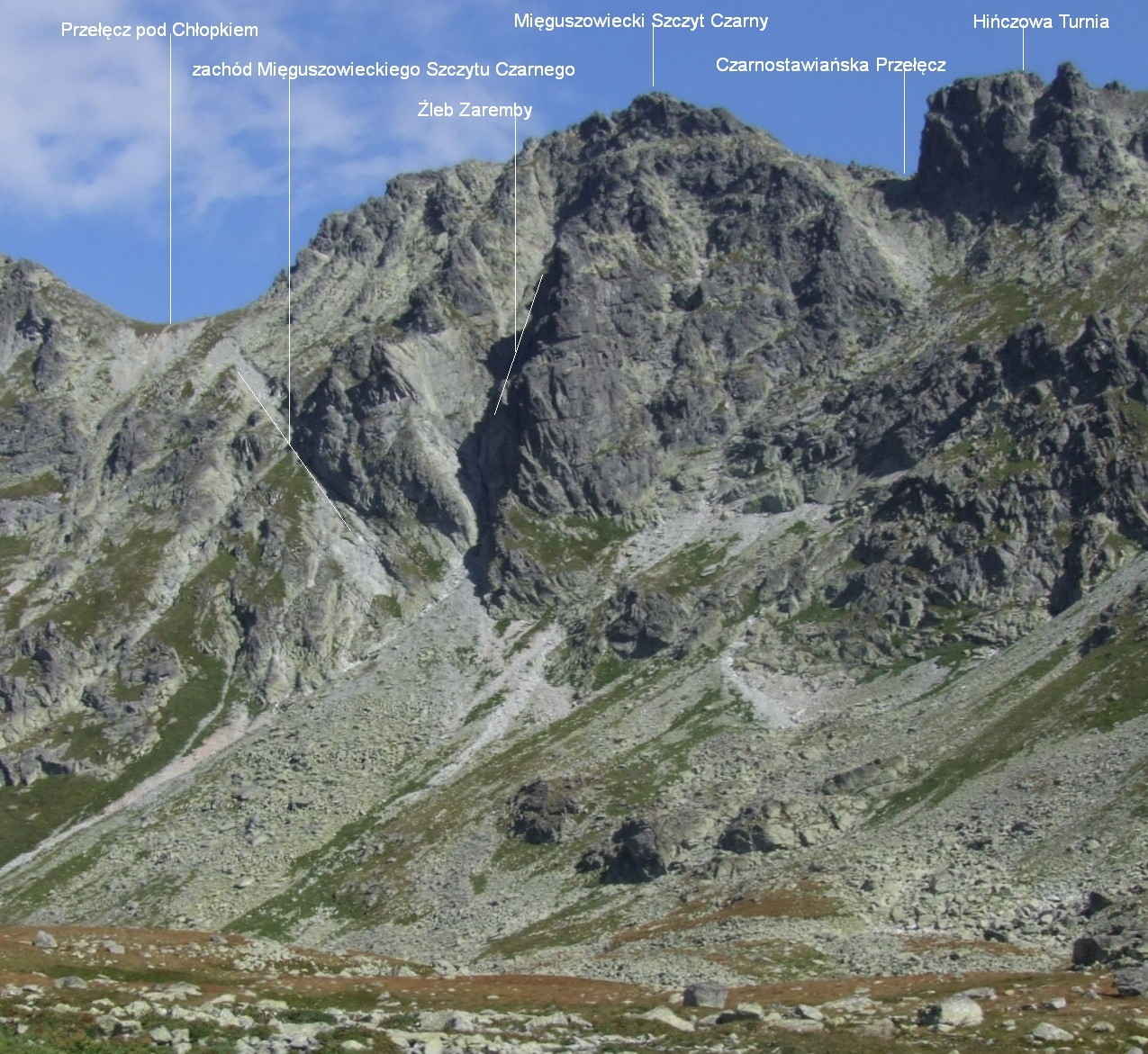
Widok z Doliny Hińczowej

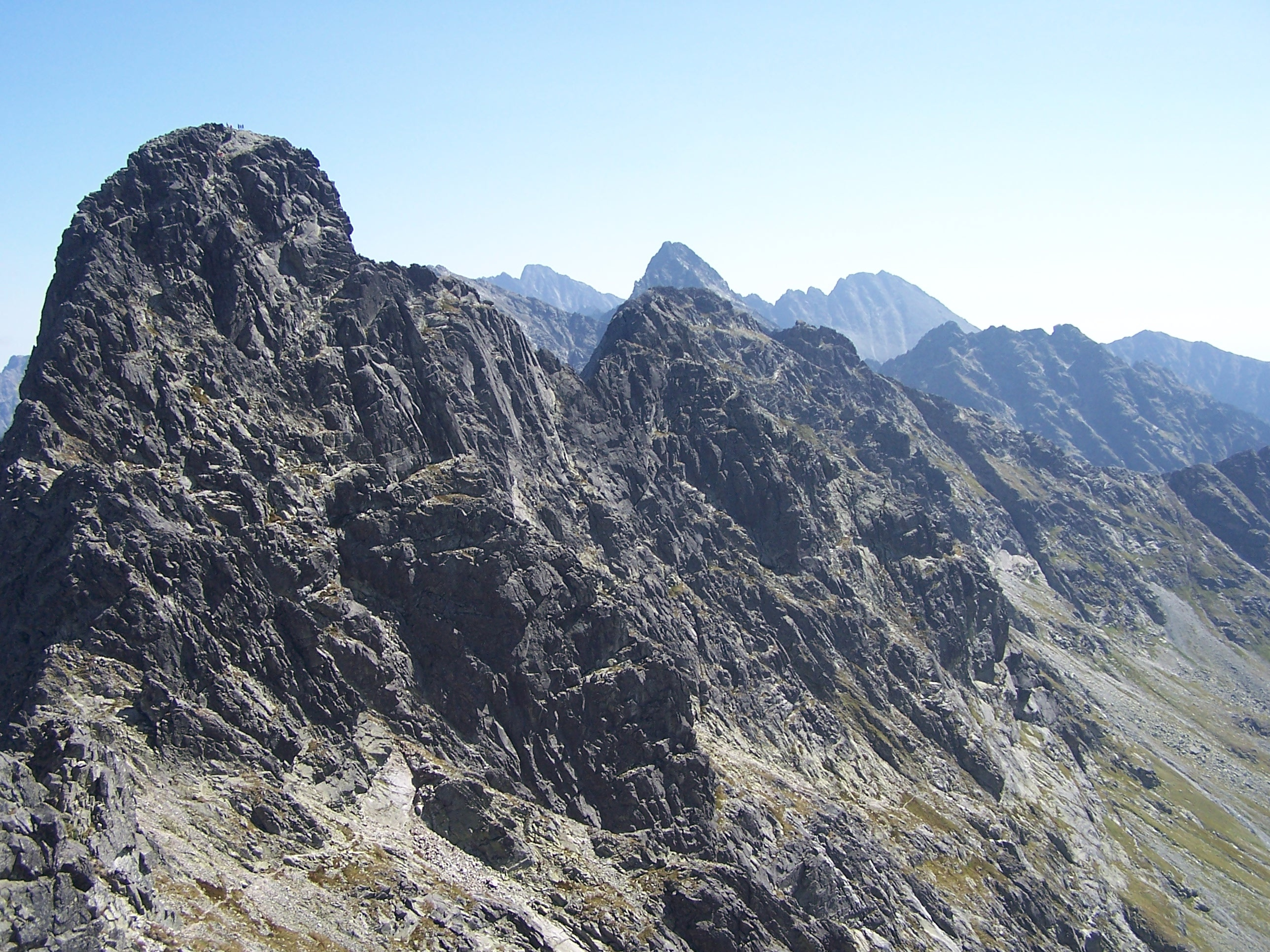
Mięguszowieckie Szczyty Wielki i Czarny

Mięguszowiecki Szczyt Czarny (niem. Östliche Mengsdorfer Spitze, słow. Východný Mengusovský štít, węg. Keleti-Menguszfalvi-csúcs) – szczyt w Tatrach Wysokich położony na granicy polsko-słowackiej, w grani głównej Tatr pomiędzy Mięguszowieckim Szczytem Pośrednim (rozdziela je Mięguszowiecka Przełęcz pod Chłopkiem) i Hińczową Turnią (kulminacją kończącą Wołowy Grzbiet). Pomiędzy Hińczową Turnią a Mięguszowieckim Szczytem Czarnym znajduje się Czarnostawiańska Przełęcz. Mięguszowiecki Szczyt Czarny jest najbardziej wysuniętym na wschód z grupy trzech Mięguszowieckich Szczytów.

## Opis szczytu
W literaturze przewodnikowej i na mapach pojawiają się różne wysokości szczytu. Witold Henryk Paryski podawał w przewodniku wspinaczkowym 2404 m, w Wielkiej encyklopedii tatrzańskiej 2410 m, Arno Puškáš w przewodniku wspinaczkowym 2398 m. Władysław Cywiński skwitował to zdaniem Geodeci mają przyszłość! i podał wysokość 2410 m. Wykonane w latach 2012 i 2018 pomiary lidarowe określiły wysokość wierzchołka na 2405 m.
Wznosi się nad dwiema dolinami walnymi; po polskiej stronie jest to Dolina Rybiego Potoku, po słowackiej Dolina Mięguszowiecka. Wyróżnia się w nim następujące formacje skalne:
Północno-wschodnia grzęda
Ma długość około 500 m, wysokość około 700 m i oddziela od siebie kilka kotłów lodowcowych; po prawej stronie (patrząc od dołu) jest to Bańdzioch i Wyżni Bańdzioch, po lewej Wyżni Czarnostawiański Kocioł. Zaledwie kilkadziesiąt metrów pod szczytem grzęda rozgałęzia się na dwa ramiona obejmujące Kocioł Kazalnicy. Prawe (patrząc od dołu) ramię zakończone jest Kazalnicą Mięguszowiecką będącą jednym z głównych obiektów wspinaczkowych w Tatrach Polskich. Nad Kazalnicą znajduje się Siodło za Kazalnicą. W lewym, głównym ciągu grzędy znajdują się trzy siodełka: Wyżni Czarnostawiański Przechód, Niżni Czarnostawiański Przechód i Czarnostawiańskie Siodełko.
Północna ściana
Jej prawa część o wysokości 380 m opada do Bańdziocha, wysokość części lewej wznoszącej się nad Wyżnim Bańdziochem nie przekracza 320 m. Północną ścianę z trzema żebrami i dwiema płytkimi depresjami przecina Galeryjka, którą poprowadzono turystyczny szlak na Przełęcz pod Chłopkiem.
Wschodnia ściana
Jej lewym ograniczeniem jest żleb Czarnostawiańskiej Przełęczy, prawym północno-wschodnia grzęda. Ściana ma wysokość około 320 m i opada do Wyżniego Czarnostawiańskiego Kotła. Na środku ściany znajduje się głęboka depresja, powyżej połowy wysokości ściany skręcająca nieco w prawo. W miejscu zmiany kierunku uchodzi do niej olbrzymi komin.
Południowo-zachodnia ściana
Ma wysokość około 250 m i opada na piargi w Dolinie Hińczowej (piętro Doliny Mięguszowieckiej). Ścianę tę dzieli na dwie części Żleb Zaremby ograniczony po bokach dwoma filarami. W lewej części ściany wznosi się skośnie duży zachód, który od piargów sięga po Przełęcz pod Chłopkiem.

## Historia
Szczyt dawniej nazywano Mięguszowieckim Szczytem nad Czarnym (Stawem).
Pierwsze odnotowane wejście:
- latem – Antonina Englisch i jej syn Karol z przewodnikiem Johannem Hunsdorferem seniorem, 9 sierpnia 1903 r., drogą od Czarnostawiańskiej Przełęczy;
- zimą – Mieczysław Lerski i Jerzy Maślanka 22 marca 1910 r.[2]

Na Mięguszowiecki Szczyt Czarny wchodzono jednak już przed wejściem Englischów – prawdopodobnie nawet przed 1877 r.

## Przyroda
Na północnych stokach Mięguszowieckiego Szczytu Czarnego następuje obniżenie dolnej granicy piętra turniowego. Schodzi ono tutaj prawie do poziomu Siodła za Kazalnicą. Obok roślin typowych dla granitowego podłoża pojawiają się rośliny wapieniolubne, co jest osobliwością w Tatrach Wysokich. Z tego względu w lipcu 1923 r. szczyt ten był obiektem badań V Międzynarodowej Wycieczki Fitogeograficznej. Przewodniczył jej Bogumił Pawłowski. Pisał on: Flora Mięguszowieckiego Szczytu Czarnego jest jedną z najbogatszych na wysokich wierzchołkach Tatr. To bogactwo jest wynikiem daleko posuniętego rozpadu skał, a także obfitego nawodnienia stoków, co sprzyja rozwojowi roślin wapieniolubnych.
Na skałach Mięguszowieckiego Szczytu Czarnego rośnie ponad 70 gatunków roślin kwiatowych, w tym dwa bardzo rzadkie gatunki roślin, w Polsce występujące tylko na nielicznych stanowiskach w Tatrach: warzucha tatrzańska (na wysokości 2200–2390 m) i skalnica odgiętolistna.

## Drogi wspinaczkowe
Z Przełęczy pod Chłopkiem
Najłatwiejsza droga na Mięguszowiecki Szczyt Czarny wiedzie z Mięguszowieckiej Przełęczy pod Chłopkiem, na którą prowadzi zielony szlak znad Czarnego Stawu pod Rysami. Na sam szczyt nie ma znakowanego szlaku. Są dwie wersje wejścia na szczyt z tej przełęczy:
1. Omijając grań (po stronie Doliny Hińczowej); 0+ w skali tatrzańskiej, czas przejścia 30 min;
2. Północno-zachodnią granią; II 30 min[3].

Północna ściana
1. Prawą częścią północnej ściany; dołem miejscami V, wariant A0, górą II, duża kruszyzna, 4 godz.,
2. Środkiem północnej ściany; III–IV, krótki odcinek A2, 6 godz.,
3. Środkiem północnej ściany; IV–V, miejsce A0, 2 godz. 30 min,
4. Lewą częścią północnej ściany; 0+, od Galeryjki 25 min[3].

Północno-wschodnia grzęda
1. Orzeł z Epiru; V+, miejsce A1, 4 x A0, 8 godz.,
2. Cień wielkiej góry; V+, 2 x A0, 6 godz.,
3. Północno-wschodnią grzędą z dolnymi urwiskami; do Czarnostawiańskiego SiodełkaIV, III, miejsce V, wyżej I, 6 godz.,
4. Trawers z Wyżniego Kotła Czarnostawiańskiego przez Wyżni Czarnostawiański Przechód na Siodło za Kazalnicą; 0+, 30 min,
5. Trawers z Wyżniego Kotła Czarnostawiańskiego do Kotła Kazalnicy przez Niżni Czarnostawiański Przechód; 0+, 30 min,
6. Trawers z Wyżniego Kotła Czarnostawiańskiego do Kotła Kazalnicy przez Czarnostawiańskie Siodełko; II, zjazd 15 min[3]

Wschodnia ściana
1. Środkową depresją; II, 2 godz.,
2. Wschodnim filarem; IV, miejsce V, 3 godz.,
3. Z Czarnostawiańskiej Przełęczy południowo-wschodnią granią; 0+, 15 min[3].

Południowo-zachodnia ściana
1. Prawą depresją; II, 1 godz.,
2. Centralnym (prawym) filarem; V, 3 godz.,
3. Żlebem Zaremby; II, 1 godz. 30 min,
4. Lewym filarem; IV+, miejsce A0, 5 godz.,
5. Lewą częścią południowo-zachodniej ściany (droga zimowa)[3].